# Chab Chab

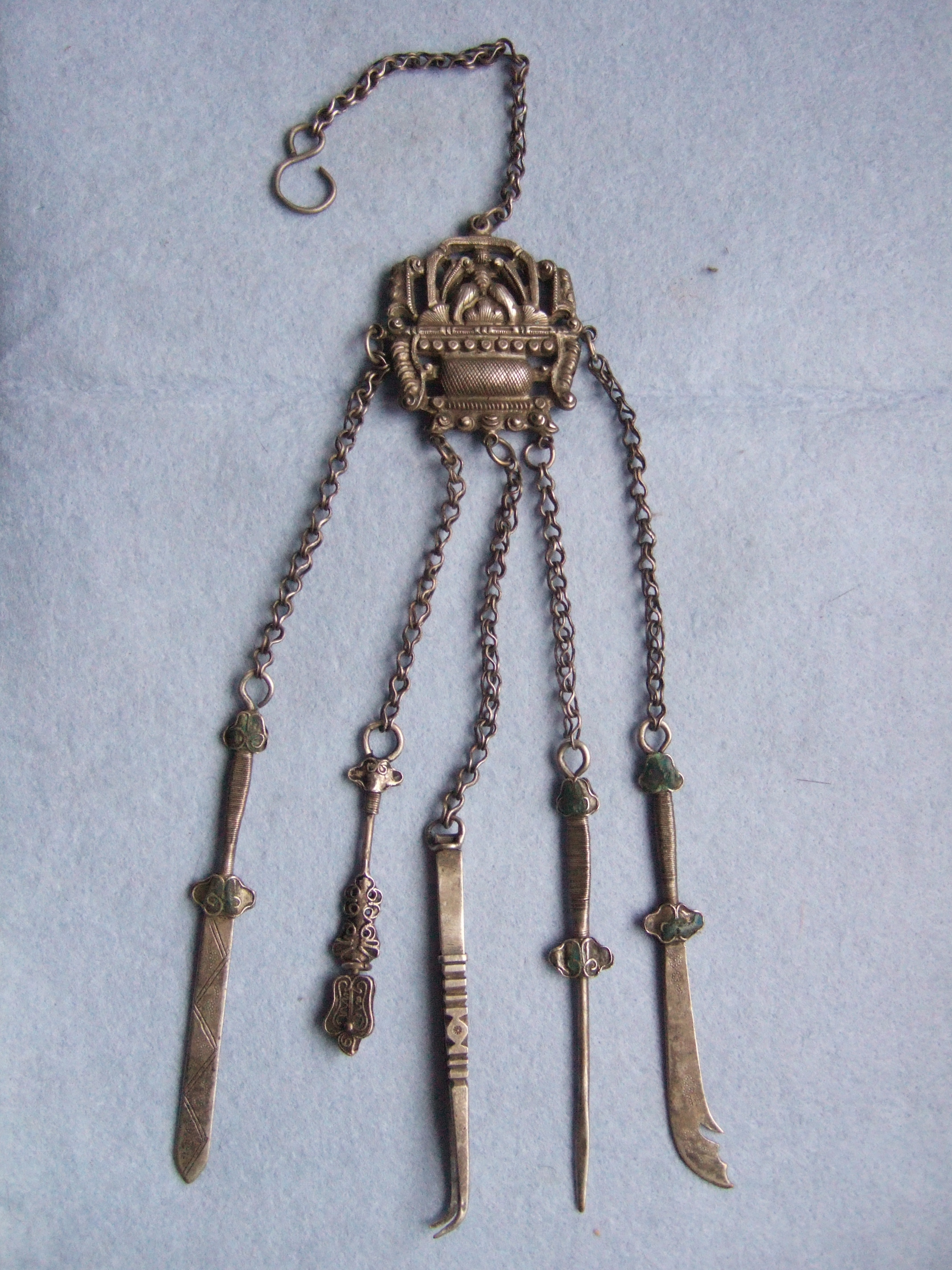
Tibetisches Chab Chab aus Silber

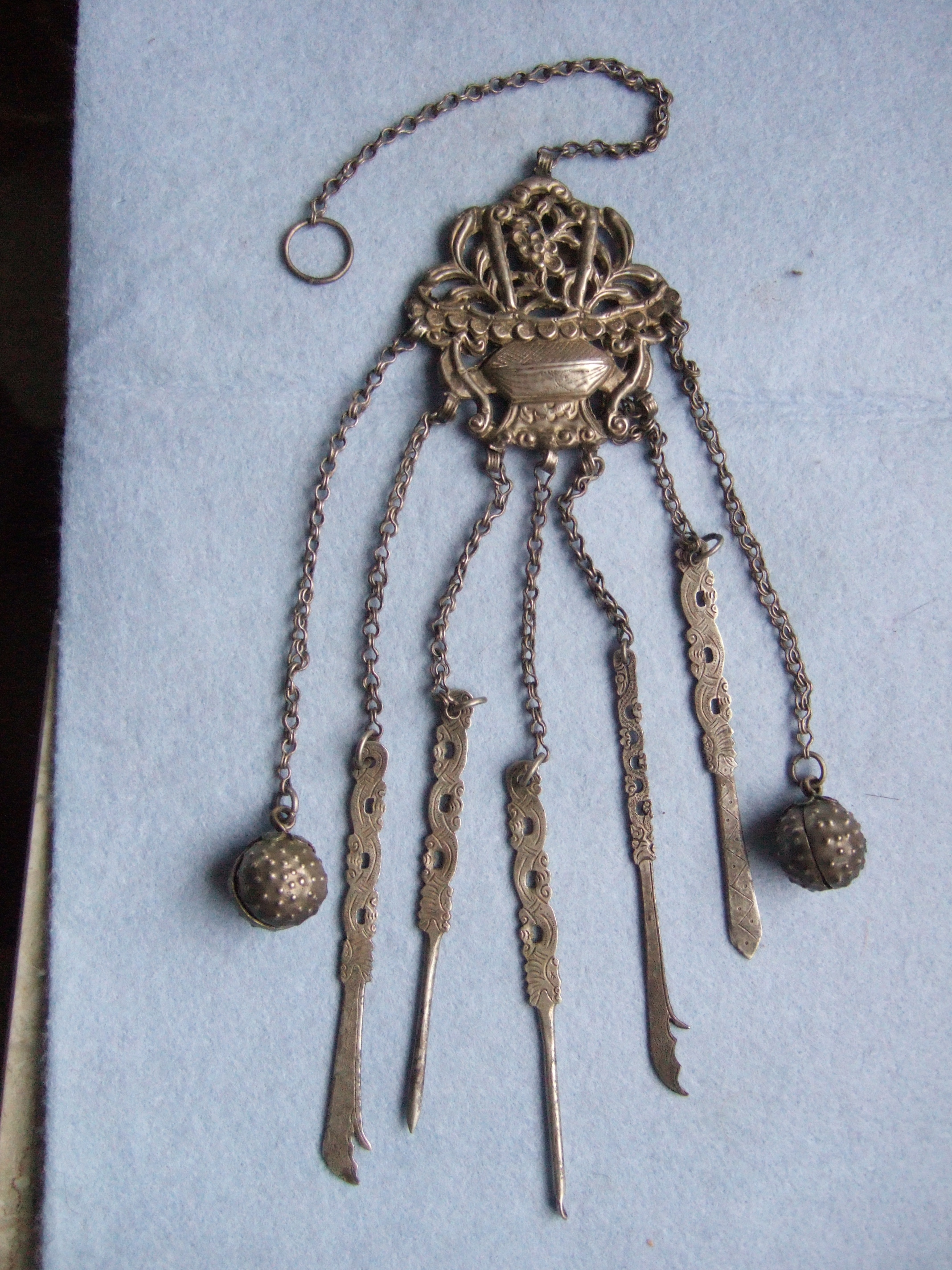
Tibetisches Chab Chab aus Silber, frühes 20. Jahrhundert. Zusätzlich besitzt es zwei kleine Glocken als Anhängsel

Ein Chab chab ist ein Schmuckstück, das wohlhabende Tibeterinnen an ihre Kleidung hefteten, meistens unterhalb der rechten Schulter. Es besteht aus einem broschenartigen Hauptteil, an welchem mittels dünner Ketten verschiedene Utensilien hängen. Unter diesen befinden sich vor allem Instrumente zur Körperpflege, wie eine Pinzentte, ein Löffelchen zur Reinigung der Ohren, ein Zahnstocher und kleine Messer zur Maniküre. 

## Herstellung und Material
Die meisten Chab chab sind in Silber gearbeitet, nur selten findet man sie aus Gold oder aus unedlen Metallen hergestellt. Der broschenartige Hauptteil, an welchem oben eine Kette mit Öse angebracht ist, wurde in Treibarbeit mit zusätzlichen Gravuren gefertigt, während die Anhängsel meist in Gussarbeit mit nachträglichen dekorativen Gravuren hergestellt wurden.